# Jabuke sa medom
Jabuke sa medom su tradicionalno jelo koju Aškenazi jedu tokom Roš Hašana, jevrejske nove godine, i početkom sezone Velikih praznika.

## Običaj
U novogodišnoj noći, koja pada najčešće u septembru, običaj je da se jabuke umaču u med. Nakon umakanja ploda, uobičajno se čestita praznik sa pozdravom „Šana tova“, što znači dobru godinu vam želim, ili „Šana tova ve metuka“, što znači dobru i slatku godinu vam želim. Jabuka je simbol Roš Hašana a med simbolizuje želju i nadu da će godina biti slatka, odnosno dobra.

## Istorija
Tradicija jedenja jabuka sa medom prvi put se pominje u XIV veku spisama Maharila u kojima opisuje suštinske običaje pojedinih jevrejskih zajednica.
S prva se pominje jedenje nara, jabuke i ribe. Vremenom se običaj umakanja jabuke u med proširio i na ostale Jevreje. Iz ovog običaja nastao je i običaj jedenja lekača, tradicionalnog kolača sa medom.

## Jelo
Ovo jelo je veoma jednostavno i ne zahteva neku posebnu obradu. Potrebno je samo oprati jabuke i iseći ih na kriške. Med se stavlja u zasebnu posudu. Prilikom umakanja jabuke u medu, izgovaraju se blagoslovi i želje, a zatim se jabuka jede.
Umakanje jabuke u med je munhag (jevrejska tradicija) i nije običaj koji proizilazi iz Tanaha ili Talmuda.